# Songs to dance
Songs to dance is een compositie van William Bolcom. Het is een werk bestaande uit toonzettingen van een elftal gedichten van George Montgomery. Deze gedichten werden behalve voorzien van muziek ook voorzien van een choreografie door/voor de uitbeeldend danser Dan Wagoner, die om het werk had verzocht. Montgomery en Wagoner waren destijds partners. Bolcom schreef het werk zeer waarschijnlijk met zijn echtgenote Joan Morris voor ogen als uitvoerend zangeres. 
De eerste uitvoering mislukte. Dan Wagoner had zich geblesseerd. Hij instrueerde daarop Morris welke bewegingen in zijn ogen noodzakelijk waren. Zij was dus even zangeres en danseres in een. Een paar maanden later, 8 oktober 1991, vond de daadwerkelijke première plaats van het trio.
De teksten van Montgomery dragen geen titel (ze zijn genummerd 1 t/m 11) en vertonen onderling tekstueel geen verband. 